# Чокрацьке озеро
Чокра́цьке о́зеро ( крим. Çoqraq gölü, грец. Μεταξα) — солоне озеро на Керченському півострові в Криму, відокремлене від Азовського моря широким пересипом. Гідрологічний заказник місцевого значення.
Довжина — 3,5 км, ширина — 2,5 км, площа — 8,5 км².
Мул на дні Чокрацького озера має лікувальні властивості.
Ропа і грязь озера корисні для лікування захворювань, пов'язаних з опорно-руховою системою, гінекологією, урологією, нервовою системою, ЛОР-органів.
Перші письмові згадки про лікувальне застосування грязі озера Метака (грецька назва оз. Чокрак) датуються І ст. до н. е. Тоді майже весь Кримський півострів входив до складу Боспорського царства, яким правив легендарний цар Мітрідат. Столицею царства було місто Пантикапей (територія сучасного м. Керч), за 18 км від якого і розташувалось відоме своєю цілющою гряззю озеро .
Видобуток солі.

## Галерея

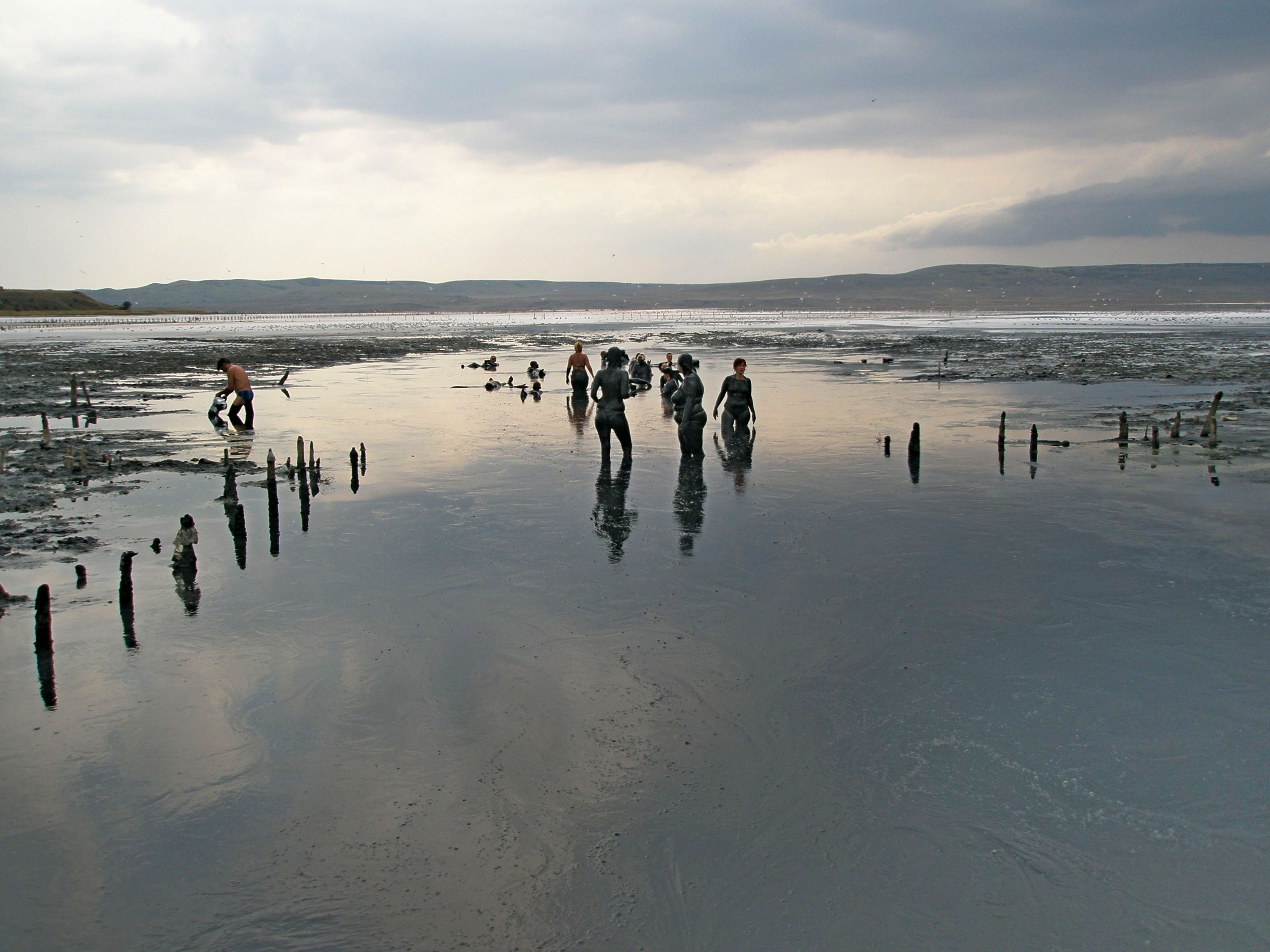
Чокрак.Лікувальні грязі
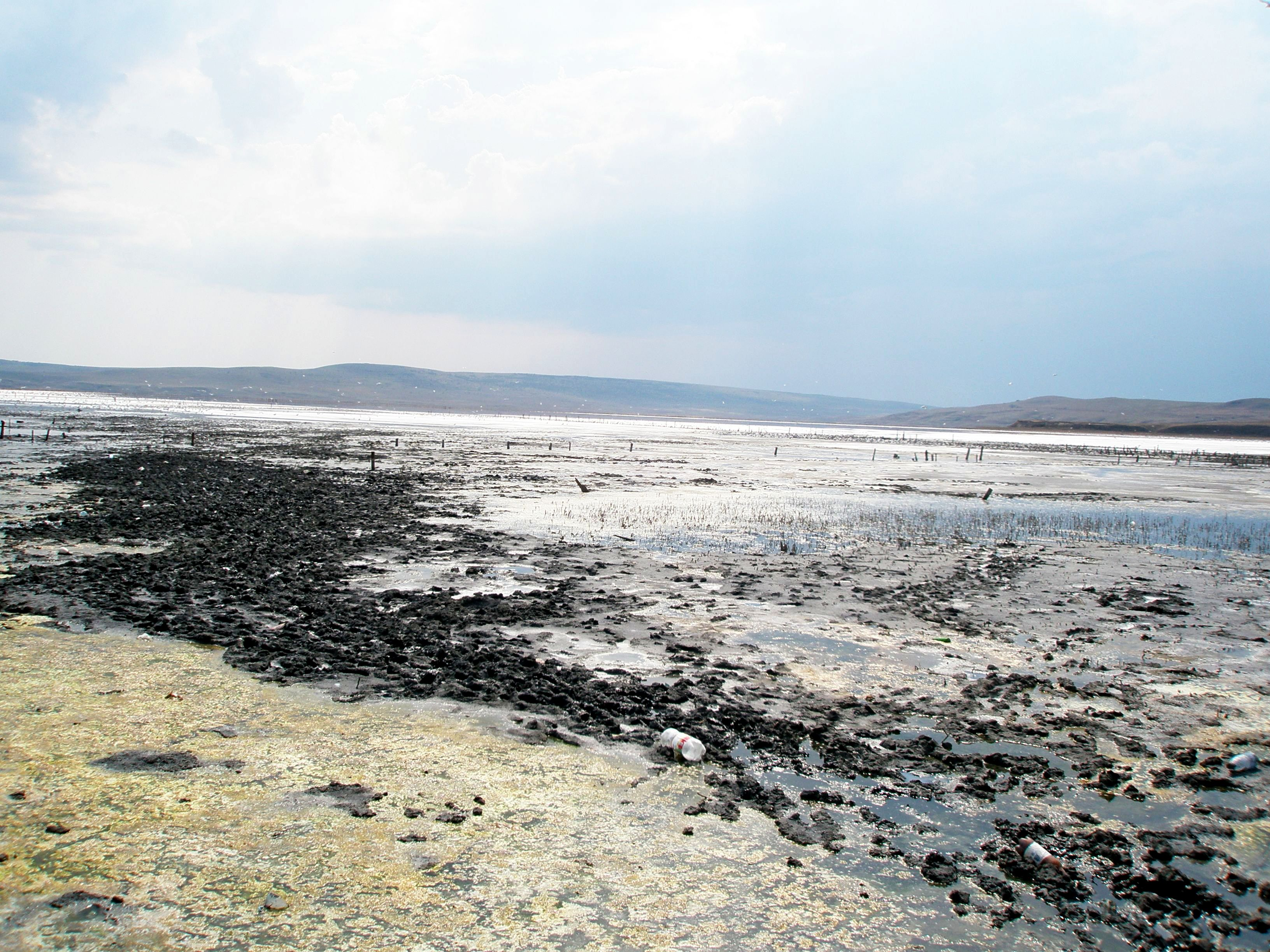
Сміття на озері
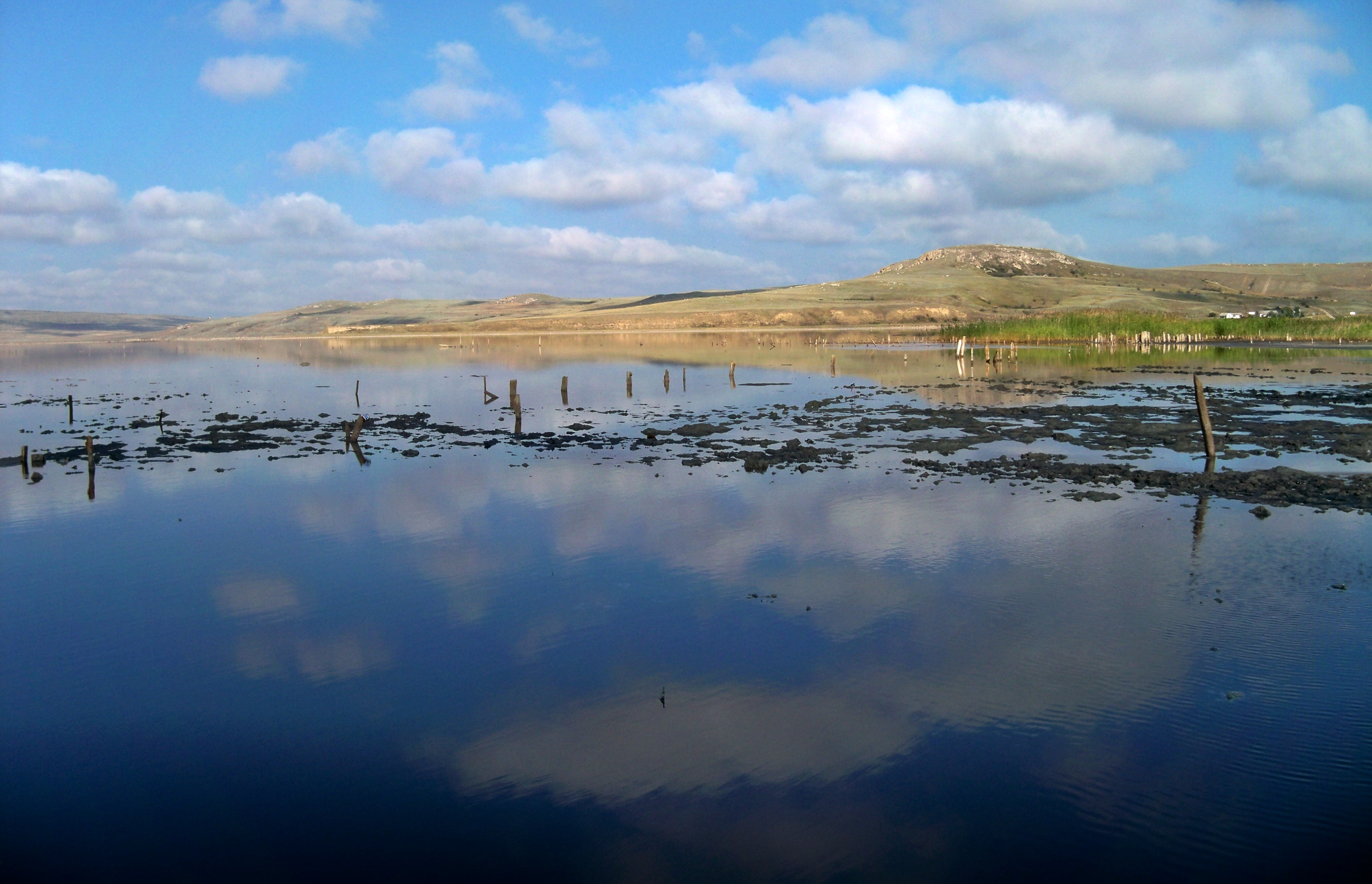
Озеро Чокрак за межами населених пунктів Багеровської сільської ради